# Maria Egiziaca (opera)
Maria Egiziaca P 170 è un'opera di Ottorino Respighi su libretto di Claudio Guastalla. La prima rappresentazione ebbe luogo il 16 marzo 1932 alla Carnegie Hall di New York, in forma di concerto diretta da Tullio Serafin . 
Nel libretto e nella musica si trovano molti arcaismi. La partitura contiene echi di canto gregoriano, musica rinascimentale e monteverdiana.

## Cast della prima rappresentazione
| Personaggio                              | Interprete (Direttore: Ottorino Respighi) |
| ---------------------------------------- | ----------------------------------------- |
| Maria                                    | Charlotte Börner                          |
| Il pellegrino L'abate Zosimo             | Nelson Eddy                               |
| Il marinaio                              | Alfredo Tedeschi                          |
| Un compagno La cieca La voce dell'angelo | Helen Gleason                             |
| Un altro compagno Il povero              | Myrtle Leonard                            |

## Trama
La prostituta Maria sente un irrefrenabile improvviso bisogno di recarsi a Gerusalemme. Qui si pente dei suoi peccati e un angelo le dice di andare nel deserto, dove la donna vivrà in preghiera sino alla fine dei suoi giorni. L'abate Zosimo la trova morente, e le scava la tomba con l'aiuto di un leone.

## Organico orchestrale
Flauto, oboe, 2 clarinetti, fagotto, 2 corni, tromba, 2 tromboni, clavicembalo (o pianoforte), archi

## Discografia
- 1980 - Javora Stoilova (Maria), Nazzareno Antinori (marinaio), Claudio Desderi (pellegrino) - Orchestra e Coro del Conservatorio di Santa Cecilia - Direttore Ottavio Ziino - Bongiovanni GL 2008-2 (1999. Registrazione dal vivo al Respighi Festival di Assisi, 1980)[4]
- 1989 - Veronika Kincses (Maria), Janos B. Nagy (marinaio), Lajos Miller (pellegrino) -  Orchestra di Stato Ungherese e Coro della Radiotelevisione ungherese - Direttore Lamberto Gardelli - Hungaroton HCD 31118[4]